# Hypolophinae
Hypolophinae – podrodzina ryb chrzęstnoszkieletowych z rodziny ogończowatych (Dasyatidae).

## Podział systematyczny
Do podrodziny należą następujące rodzaje:
- Makararaja Roberts, 2007 – jedynym przedstawicielem jest Makararaja chindwinensis Roberts, 2007
- Pastinachus Rüppell, 1829